# CP série 1900
La série 1900 est un modèle de locomotive à traction diesel utilisée au Portugal, similaire aux CC 72000 de la SNCF.